# Louvigné-du-Désert
Louvigné-du-Désert é uma comuna francesa na região administrativa da Bretanha, no departamento Ille-et-Vilaine. Estende-se por uma área de 41,76 km². Em 2010 a comuna tinha 3 405 habitantes (densidade: 81,5 hab./km²).